# Brennende Betten
Brennende Betten ist eine deutsche Filmkomödie aus dem Jahre 1988 von Pia Frankenberg, in der sie auch eine der Hauptrollen spielt. Die zweite Hauptrolle übernahm der englische Rockmusiker Ian Dury. Kameramann war Raoul Coutard. Thema des Films ist die Entwicklung der ungewöhnlichen Beziehung zwischen der deutschen Schweißerin Gina (Frankenberg) und dem englischen, pyromanischen Orchesterschlagzeuger Harry (Dury), die zunächst ungewollt eine Wohngemeinschaft gründen. Ort der Handlung ist Hamburg.

## Handlung
Gina arbeitet beim TÜV in Hamburg. In ihrer Beziehung zu Freund Karl kriselt es. Als er sie auffordert, seine Frau zu werden, trennt sie sich von ihm. Auf der Suche nach einer neuen Wohnung wendet sie beim ersten Besichtigungstermin eine Reihe Tricks an, um alle anderen Interessenten auszustechen. Dabei lernt sie Harry, einen kleinen gehbehinderten Engländer aus der Warteschlange kennen, den sie sogleich als ihren unfruchtbaren Ehemann ausgibt, um den Vermieter davon zu überzeugen, dass das vermeintliche Paar keine Kinder bekommen wird. Gina erhält die Wohnung und Harry besteht darauf, für die Hilfeleistung zumindest ein Zimmer zu bekommen. Die beiden einigen sich, wobei Gina sich vornimmt, den Mitbewohner so schnell wie möglich aus der Wohnung zu ekeln.
Harry, der Pyromane ist, löst während der gemeinsamen Zeit in der Wohnung mehrere kleine Zimmerbrände aus, die er jedoch rasch unter Kontrolle bekommt. Als Gina bereits einsieht, dass sie Harry nicht aus der Wohnung bekommt, zieht er plötzlich zu einem Freund. Einsam sitzt sie eines Abends auf dem Bett, zündet sich eine Zigarette an, starrt auf die Flamme des Feuerzeugs – und hält sie an die Bettdecke. Gerade noch rechtzeitig kommt Harry vorbei, um seine Sachen abzuholen. Gemeinsam löschen sie den Zimmerbrand. Danach werden die beiden ein Paar.

## Kritiken
„Weitgehend charmante Komödie, die ihren Reiz durch die Konfrontation zweier unterschiedlicher Charaktere erhält.“